# Premiul Independent Spirit pentru cel mai bun actor
Premiul Independent Spirit pentru cel mai bun actor (în engleză Independent Spirit Award for Best Lead Performance) este unul dintre premiile anuale acordate de Film Independent, o organizație non-profit dedicată filmelor independente și realizatorilor de film independenți. A fost acordat pentru prima dată în 1985, după gen, la categoriile Cel mai bun actor în rol principal și Cea mai bună actriță în rol principal. Din 2022, s-a renunțat la gen și se acordă un singur premiu. (La fel s-a procedat și în cazul premiilor Cel mai bun actor în rol secundar și Cea mai bună actriță în rol secundar care au fost unite ca Premiul Independent Spirit pentru cel mai bun actor în rol secundar (în engleză Independent Spirit Award for Best Supporting Performance)).

## Nominalizări

### Anii 2020
| An   | Actor              | Film                            | Rol             |
| ---- | ------------------ | ------------------------------- | --------------- |
| 2022 | Cate Blanchett     | Tár                             | Lydia Tár       |
| 2022 | Dale Dickey        | A Love Song                     | Faye            |
| 2022 | Mia Goth           | Pearl                           | Pearl           |
| 2022 | Regina Hall        | Honk for Jesus. Save Your Soul. | Trinitie Childs |
| 2022 | Paul Mescal        | Aftersun                        | Calum Paterson  |
| 2022 | Aubrey Plaza       | Emily the Criminal              | Emily           |
| 2022 | Jeremy Pope        | The Inspection                  | Ellis French    |
| 2022 | Andrea Riseborough | To Leslie                       | Leslie          |
| 2022 | Taylor Russell     | Bones and All                   | Maren Yearly    |
| 2022 | Michelle Yeoh      | Orice, oriunde, oricând         | Evelyn Wang     |